# 蓮誓
蓮誓（れんせい、康正元年（1455年）- 大永元年8月7日（1521年9月7日））は、室町時代中期から戦国時代にかけての浄土真宗の僧。光教寺住持。本願寺第8世法主・蓮如の4男。幼名は光玉、諱は康兼。妻は正親町持季の娘・如専。子に蓮能、実玄、顕誓、実賢室、実悟室、実円室など4男6女。

## 生涯
康正元年（1455年）、本願寺第8世法主・蓮如の4男として誕生。母は伊勢貞房の娘・如了。
生まれた年に母が亡くなり、叔母で父の後添えになった蓮祐に養育され、幼少時は京都南禅寺に預けられる。後に父が延暦寺の迫害を逃れて越前での布教を決意した時、移住準備を進めていた越前の門徒への人質（証人）として移住予定地であった吉崎へ送られたとされる。父が越前で布教した時期の蓮誓の動向は明らかではなく、勝如尼の招きで越中土山御坊に住んだ、あるいは父と加賀守護富樫政親が対立した文明7年（1475年）に、長兄の順如・三兄の蓮綱と連絡を取って父を吉崎から脱出させたとの説がある。
文明7年8月に父が退去した後は同行せず暫く吉崎に滞在したものの、やがて越中に逃れていた次兄・蓮乗と合流した。文明13年（1481年）に発生した越中一向一揆では病気がちであった次兄に代わって実際の指揮を執ったとされているが、越前の時期と同じく動向は分かっていない。ただ、越中一向一揆が田屋川原の戦いで福光城主石黒光義を討ち取った後は、光義の領地だった砺波郡から射水郡が門徒の支配下に入り、瑞泉寺と土山御坊が分割して支配に当たったこと、蓮誓が土山御坊住持になったことが確認されているため、一揆前後の活動で越中門徒の支持を獲得したと推測されている。
越中では次々と寺を開創して教団の充実に努め、中田坊（現在の富山県高岡市中田地区）や赤田坊（現在の富山市太田）、打出坊（現在の富山市四方）を建てたが、文明16年（1484年）または文明17年（1485年）頃に加賀山田坊（現在の石川県加賀市）に入って文明18年（1486年）に光教寺を建立した。これは父の指図で蓮誓は土山御坊から山田坊へ移る代わりに、息子の実玄を勝如尼の娘如秀の猶子にして土山御坊の移転先である高木場御坊を相続させることが決められたからであった。また、父が蓮誓に宛てた山田坊移住を祝った手紙（年不明11月22日条）と、江沼郡中（江沼郡の本願寺門徒武士の一揆）に宛てた光教寺への援助を感謝する手紙（文明18年1月28日条）からは、光教寺を通じて南加賀の掌握を図る狙いと緊迫した加賀の情勢へ備えた父の意図があったとされる。
長享2年（1488年）の本願寺（加賀一向一揆）による加賀支配確立後には、蓮誓の光教寺は蓮綱の松岡寺や異母弟で次兄・蓮乗の後継となった蓮悟の本泉寺と並んで「賀州三ヶ寺」または「加賀三山」と呼ばれて加賀における本願寺の代行統治機関となった。ただし、蓮誓は越中門徒にも関与していたため実際には光教寺以外の2寺による「両御山」体制が取られて蓮誓はその補佐役となった。
明応8年（1499年）に父が死ぬと、父の遺言を遵守する『兄弟中申定条々』に連署したが、後を継いだ異母弟・実如との仲は上手く行っていなかったといわれており、翌明応9年（1500年）6月に同じく異母弟の蓮淳と図って山科本願寺の親鸞御影を加賀に移そうと計画したとされ、実如支持派の強硬な反対で失敗したが、蓮誓の支持派も根強く実如は光教寺の処分に踏み切れなかったという。一方で本願寺の改革にも関与しており、永正15年（1518年）に実如が発布した一揆の禁止をはじめとする3か条の戒めについては、翌永正16年（1519年）に蓮誓が病気治療のため上洛した際に戒めを順守する北陸門徒の誓約書を持参し、実如が誓約書を検分した上で蓮淳および甥の円如が相談して戒めが法令化された。一門一家制の制定にも関与していたという。
上洛から2年後の大永元年（1521年）に光教寺で死去。子の顕誓が光教寺を継ぐが、法主強化政策による弾圧（大小一揆）によって破門となったため、光教寺は廃寺となった。